# Перфаль, Карл фон (композитор)
Карл фон Перфаль (29 января 1824, Мюнхен — 15 января 1907, там же) — германский композитор, дирижёр, театральный деятель.

## Биография
Карл фон Перфаль родился в богатой и знатной семье (его отец был королевским камергером), с детства учился музыке (был учеником Морица Гауптмана). Как музыкант успешно дебютировал в 1849 году, но получил юридическое образование. В 1851 году женился. В 1852—1866 годах был дирижёром Мюнхенского хорового общества, в первой половине 1850-х годов занимался написанием песен, произведений для хора, а в 1853 году состоялась премьера его оперы «Sakuntala». В 1854 году основал Мюнхенский ораторный клуб, который возглавлял до 1864 года, в 1855 году стал камергером. С 1859 года до конца жизни состоял членом Мюнхенского артистического общества. В 1867—1891 годах преподавал в Мюнхенской музыкальной академии, затем был её почётным профессором.
С 1864 года был гофмузикинтендантом, с 1867 года интендантом и с 1872 года генеральинтендантом (главным режиссёром) Баварского королевского театра; в отставку вышел в 1892 году. Под его руководством было поставлено в общей сложности 742 спектакля. Был известен личной нелюбовью к Вагнеру, однако не препятствовал постановке его произведений в театре и в 1881 году даже участвовал в организации фестиваля Вагнера.
Писал песни и «Deutsche Märchen» для соло, хора и оркестра. К числу его известных опер относятся «Das Konterfei» (1863), «Raimondin» (1881), «Junker Heinz» (1886). Ему также принадлежат театроведческие труды «25 Jahre münchener Hoftheater-Geschichte» (1892), «Die Entwickelung des modernen Theaters» (1899)